# Bela Crkva (Krupanj)
Pour les articles homonymes, voir Bela Crkva.
Bela Crkva (en serbe cyrillique : Бела Црква) est un village de Serbie situé dans la municipalité de Krupanj, district de Mačva. Au recensement de 2011, il comptait 664 habitants.

## Histoire
Bela Crkva, associée au souvenir de la Seconde Guerre mondiale en Yougoslavie, est inscrit sur la liste des sites mémoriels d'importance exceptionnelle de la république de Serbie (identifiant no ZM 6). L'église Saint-Georges, l'ancienne kafana et la vieille école font partie de cet ensemble. Des bustes représentant les principaux chefs Partisans présents lors de l'insurrection de 1941, Žikica Jovanović, Miša Pantić et Čeda Milosavljević, œuvres du sculpteur Stevan Bodnarov, ont été installés sur le site. En 1971, un monument intitulé Symbole dans la pierre (en serbe : Simbolika u kamenu), constitué de neuf blocs de granit anthropomorphes coiffés de la traditionnelle šajkača, a été créé par Bogdan Bogdanović. Dans l'ancienne kafana Nedeljković, une exposition permanente a été installée, intitulée « 7 juillet 1941 », ainsi qu'une autre exposition consacrée aux « Traditions révolutionnaires de la Serbie occidentale, 1804-1981 ».

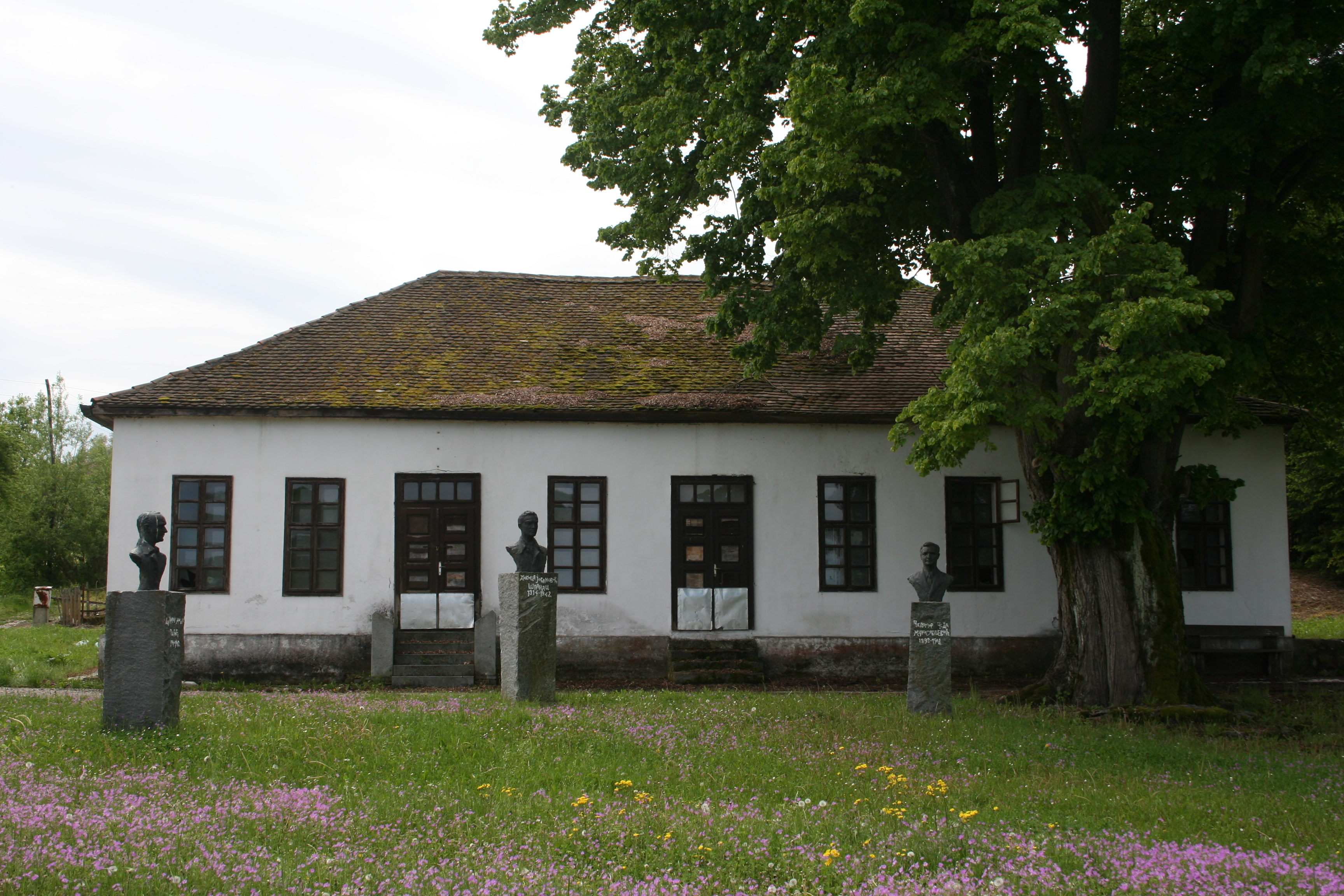
La vieille kafana
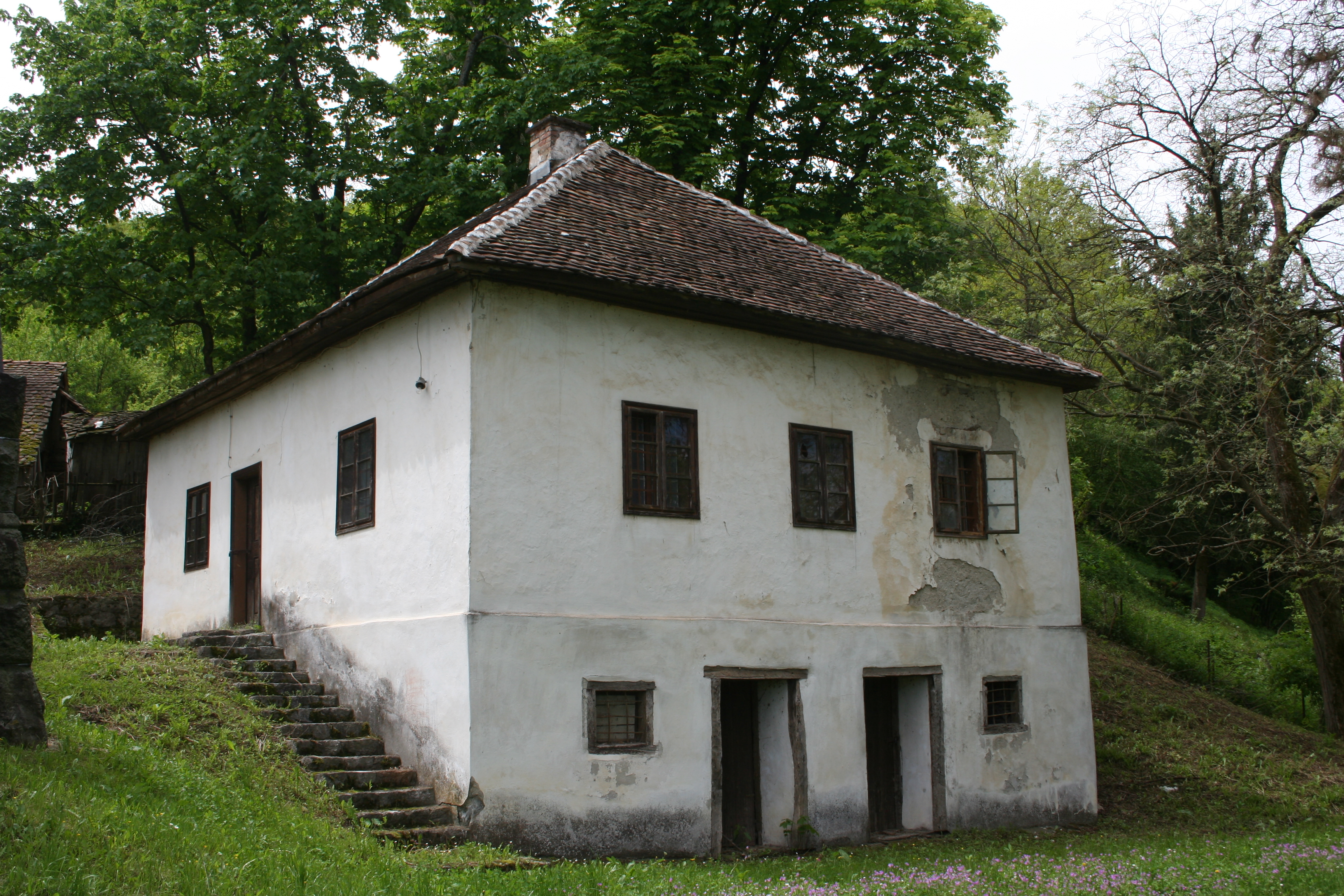
La vieille école
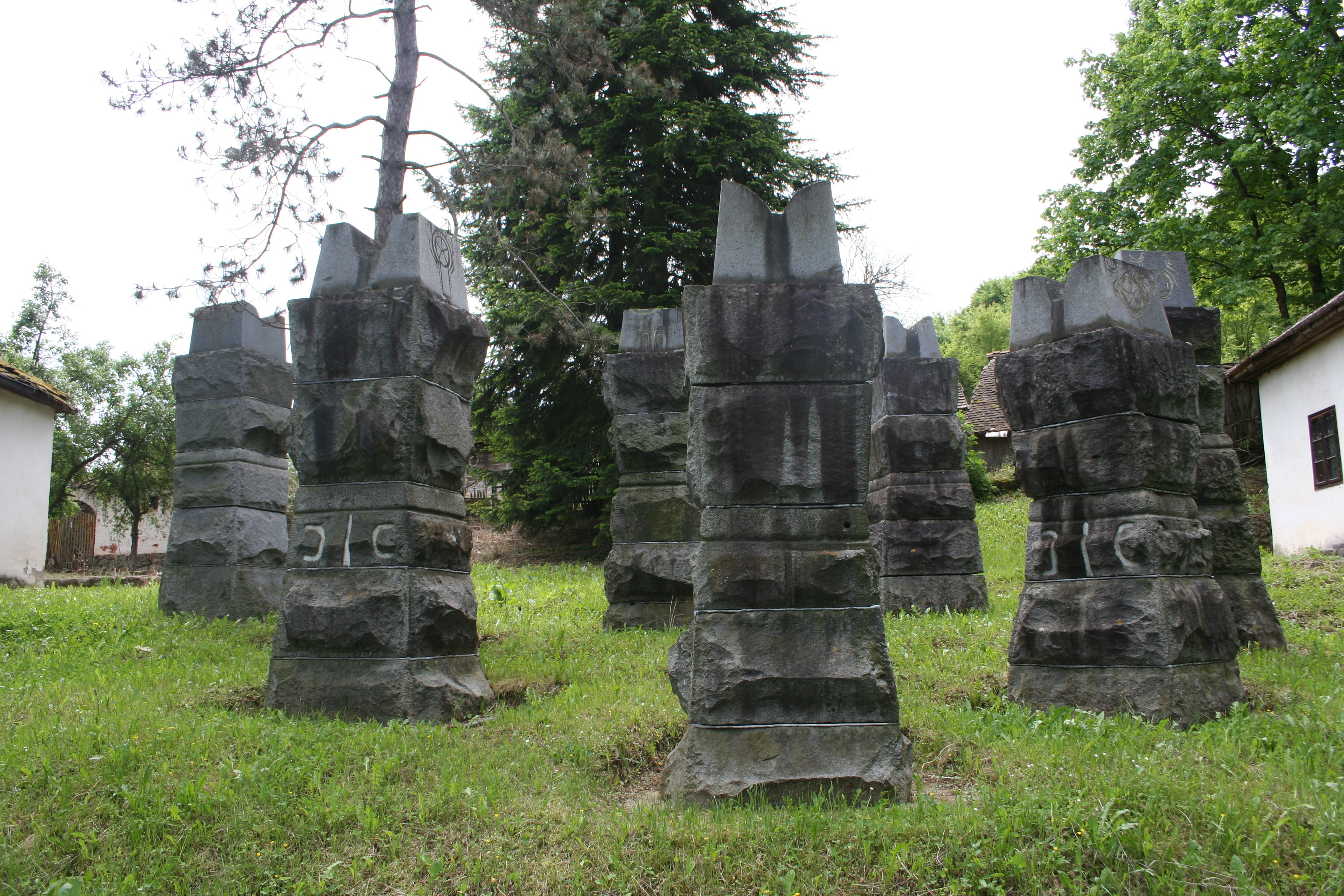
Symbole dans la pierre

## Démographie
| 1948  | 1953  | 1961 | 1971 | 1981 | 1991 | 2002 | 2011 |
| ----- | ----- | ---- | ---- | ---- | ---- | ---- | ---- |
| 1 053 | 1 080 | 998  | 926  | 888  | 866  | 755  | 664  |

|  |